# كأس جمهورية أيرلندا
كأس إيرلندا لكرة القدم كأس التحدي الكبير (بالإنجليزية: Football Association of Ireland Senior Challenge Cup)‏، المعروفة باسم (بالإنجليزية: Extra.ie FAI Cup)‏ لأسباب تتعلق بالرعاية. هي مسابقة خروج المغلوب لكرة القدم يتم التنافس عليها سنويًا من قبل فرق من جمهورية أيرلندا (وكذلك ديري سيتي من أيرلندا الشمالية). المسابقة التي ينظمها الاتحاد الأيرلندي لكرة القدم، برعاية Extra.ie. كانت ُتعرف باسم كأس الدولة الحرة من عام 1923 إلى عام 1936. ويعد نادي شامروك روفرز الرقم القياسي لأكثر الفرق فوزاً بالبطولة برصيد 25.
اعتبارًا من نوفمبر 2019، فإن حامل اللقب الحالي هو نادي شامروك روفرز.

## وصلات خارجية
- كأس أيرلندا - قائمة نهائيات الكأس
- كأس أيرلندا - كأس جمهورية أيرلندا 1921/22 - 1993/94